# Валґ'ярвеська сільська рада
Ва́лґ'ярвеська сільська рада (ест. Valgjärve külanõukogu, рос. Валгъярвеский сельский совет) — сільська рада в Естонській РСР та Естонській Республіці, адміністративно-територіальна одиниця в складі повіту Вирумаа (1945—1950), Отепяського району (1950—1959), Пилваського району (1959—1990) та повіту Пилвамаа (1990—1991).

## Географічні дані
Валґ'ярвеська сільська рада розташовувалася в західній частині Пилваського району.
Станом на 1976 рік площа сільради складала 152 км2.
Населення за роками

## Населені пункти
У 1977 році Валґ'ярвеській сільській раді підпорядковувалися 16 сіл:
Абіссааре (Abissaare), Айасте (Aiaste), Валґ'ярве (Valgjärve), Віссі (Vissi), Гаука (Hauka), Коолі (Kooli), Крюйднері (Krüüdneri), Маарітса (Maaritsa), Мюґра (Mügra), Пікарейну (Pikareinu), Пікаярве (Pikajärve), Пууґі (Puugi), Саверна (Saverna), Сірвасте (Sirvaste), Сулаоя (Sulaoja), Тійдо (Tiido).

## Історія
13 вересня 1945 року на території волості Валґ'ярве у Вируському повіті утворена Валґ'ярвеська сільська рада з центром у
поселенні Валґ'ярве.
26 вересня 1950 року, після скасування в Естонській РСР повітового та волосного поділу, сільська рада ввійшла до складу новоутвореного Отепяського сільського району. Адміністративний центр розташовувався в селі Саверна. 17 червня 1954 року територія сільради збільшилася внаслідок приєднання земель ліквідованої Пікаярвеської сільської ради Отепяського району.
24 січня 1959 року після скасування Отепяського району сільрада стала підпорядковуватися Пилваському району. 3 вересня 1960 року сільраді передана частина території Вескіської сільради. 26 березня 1966 року територія сільради зменшилися внаслідок передачі земель Ігамаруській сільській раді Пилваського району. 28 липня 1972 року сільрада отримала значну територію (4231 га) від Ігамаруської сільської ради.
19 грудня 1991 року Валґ'ярвеська сільська рада перетворена у волость Валґ'ярве зі статусом самоврядування.